# Kanton Roquebillière
Der Kanton Roquebillière war von 1904 bis 2015 ein französischer Wahlkreis im Arrondissement Nizza, im Département Alpes-Maritimes und in der Region Provence-Alpes-Côte d’Azur. Hauptort (frz.: chef-lieu) war Roquebillière.
Der Kanton war 136,90 km² groß und hatte 2944 Einwohner (Stand 2012).

## Gemeinden
| Gemeinde           | Einwohner (Stand: 2022) | Code postal | Code Insee |
| ------------------ | ----------------------- | ----------- | ---------- |
| Belvédère          | 595                     | 06450       | 06013      |
| La Bollène-Vésubie | 659                     | 06450       | 06020      |
| Roquebillière      | 1816                    | 06450       | 06103      |